# إنزيم محاكي
إنزيم محاكي أو مقلد (أو إنزيم اصطناعي) هو فرع من فروع الكيمياء البيوميمتيكية (المحاكاة البيولوجية) يهدف إلى محاكاة وظيفة الإنزيمات. إنزيم التحاكي: هو جزيء صغير معقد يعرض التركيب الجزيئي والخصائص السبكتروسكوبية (خصائص التحليل الطيفي)، أو مدى تفاعل الإنزيم. (في بعض الاحيان تسمى المركبات المستوحاة من الاحياء).